# Juniperus saxicola
Juniperus saxicola ist eine Pflanzenart aus der Familie der Zypressengewächse (Cupressaceae). Sie kommt im südöstlichen Teil der Insel Kuba endemisch vor. 

## Beschreibung
Juniperus saxicola wächst als immergrüner Baum oder Strauch, der Wuchshöhen von 3 bis 10 Meter erreichen kann.
Die nadelförmigen Blätter werden 5 bis 7 Millimeter lang und etwa 1 Millimeter breit. Sie stehen herablaufend und abspreizend an den Zweigen. Es werden selbst im Alter keine Schuppenblätter ausgebildet.
Die weiblichen Zapfen sind bei einer Länge von rund 5 Millimetern und einer Dicke von 3 bis 4 Millimetern annähernd kugelig bis nierenförmig geformt. Zur Reife hin sind sie dunkelblau gefärbt und bereift. Jeder Zapfen trägt zwei Samenkörner.

## Verbreitung und Standort
Das natürliche Verbreitungsgebiet von Juniperus saxicola liegt in der Provinz Granma im Südosten der Insel Kuba. Die Art kommt dort in den Gipfelregionen der Sierra Maestra und des Pico Turquino vor.
Juniperus saxicola besiedelt felsige Gipfelregionen, wo er in trockenen Nebelwäldern wächst. Er bevorzugt dabei felsiges Terrain, auf welchen dominante Arten wie Cleyera ekmannii, Clusia tetrastigma, Haenianthus salicifolius, Lyonnia turquini und Ternstroemia microcalyx nicht gedeihen.

## Systematik
Die Erstbeschreibung als Juniperus saxicola erfolgte 1923 durch Nathaniel Lord Britton und Percy Wilson in Bulletin of the Torrey Botanical Club, Band 50, Seite 35. Synonyme für Juniperus saxicola Britton & P. Wilson sind Juniperus barbadensis subsp. saxicola (Britton & P. Wilson) Borhidi und Juniperus barbadensis var. saxicola (Britton & P. Wilson) Silba.

## Gefährdung und Schutz
Juniperus saxicola wird in der Roten Liste der IUCN als  (Critically Endangered), vom Aussterben bedroht eingestuft.